# Station Myrdal

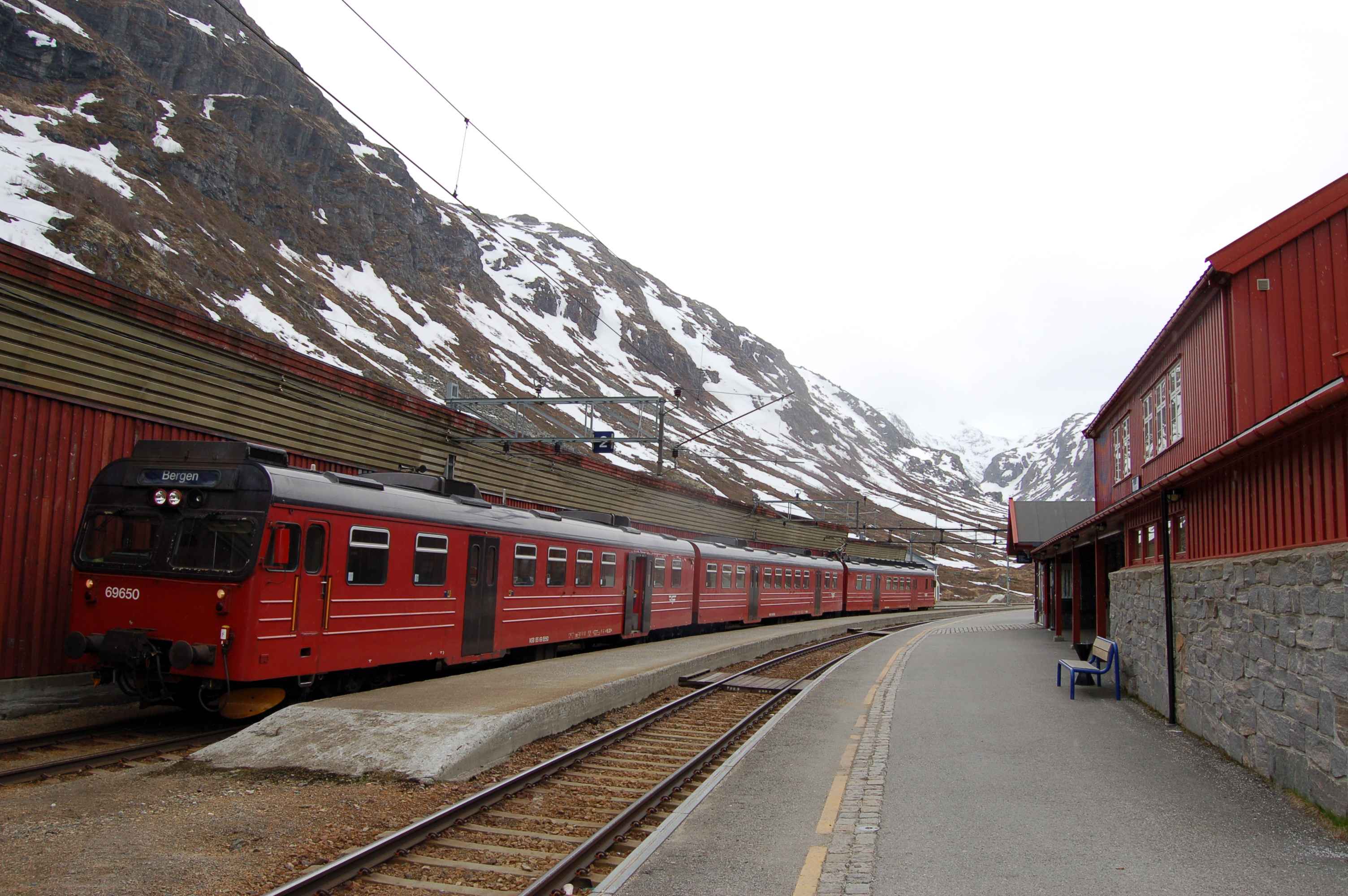
NSB type 69-trein in Myrdal

Het Station Myrdal is een spoorwegstation aan de Bergensbanen in de Noorse gemeente Aurland. Het station, gelegen op 866 meter hoogte, werd gebouwd in 1908. Het station is het beginpunt van de Flåmsbana de spoorlijn naar Flåm die aftakt vanaf Myrdal. Er is geen autoweg naar het station. Het kan alleen 's zomers bereikt worden via Rallarvegen, nu in gebruik als fietsroute.